# Mark Gonzales
Mark Gonzales (né en 1968), également connu en tant que The Gonz, est un skateur professionnel, ainsi qu'un artiste et poète. Il est connu dans le monde du skateboard comme le pionnier du skate de rue.

## Biographie

### Le skateur
Gonzales débarqua dans le monde du skateboard à l’âge de 15 ans avec une approche moderne de la pratique en rue. Il fit la couverture du magazine Thrasher, en novembre 1984. En 1985, l'année où il devint professionnel, il fut le premier à intégrer le kickflip au skate de rue.
En 1986, avec Natas Kaupas, il fut le premier à rider sur des rampes d'escalier, confirmant son influence décisive sur la pratique urbaine du skateboard. La même année, il réussit un ollie mémorable à l'Embarcadero, à San Francisco, faisant de cet endroit un haut-lieu du skate (jusqu'à sa transformation, de nombreuses années plus tard)
Dans sa carrière, il a été sponsorisé par Vision Skateboards et Real Skateboards, et a monté ses propres compagnies : Blind et Krooked. Ses sponsors actuels sont : Krooked Skateboarding, Spitfire Wheels, Independent, Fourstar Clothing et Adidas Skateshoes.
On peut le voir aussi dans le clip de la chanson West Coast, de Coconut records, dans lequel il skate au musée Abteiberg de Mönchengladbach.
il a inventé le handrail tout d'abord en boneless et puis en ollie.
Gonzales est un personnage du jeu vidéo EA Skate.

### L'artiste
Gonzales a également suivi une carrière parallèle en tant qu'artiste et poète. Depuis le début des années 1980, il crée des zines. Il a exposé à la Alleged Gallery, à New York et dans différentes galeries de par le monde. Un catalogue d'exposition intitulé Social Problems est publié dans la foulée. 
En plus des fanzines, il publie des livres tels que Broken Poems: Stories, Poetry, and Drawings (1998) et High Tech Poetry (2022). 
Il dessine également les vêtements de sa propre ligne, la Gonzo Cuntry, disponible au Japon.
En 2020, les éditions Rizzoli publient une monographie intitulé Marz Gonzales, avec la collaboration du photographe Sem Rubio.
Gonzales a aussi fait une apparition dans quelques films, dont Gummo, le film culte de Harmony Korine, où on le voit se battre avec une chaise.